# Deutsche Cadre-71/2-Meisterschaft 1996/97

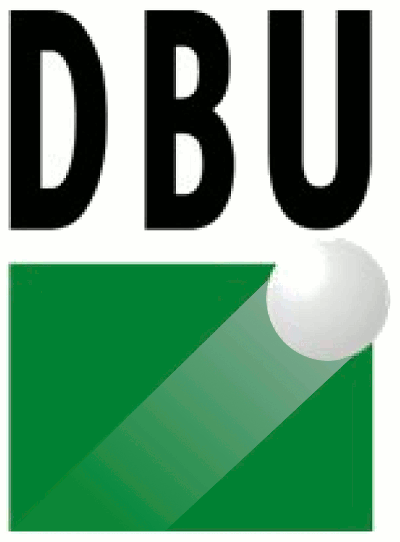
Verbandslogo: DBU

Die Deutsche Cadre-71/2-Meisterschaft 1996/97 ist eine Billard-Turnierserie und fand vom 15. bis zum 17. November 1996 in Duisburg zum 47. Mal statt.

## Geschichte
Nach vielen DDR-Meisterschaften sicherte sich Carsten Lässig seinen ersten Cadre-71/2-Titel im vereinten Deutschland. Es war aber sehr knapp. Im Halbfinale gegen Hans Wernikowski beendete Werkowski das Match in der 13. Aufnahme, Lässig hatte aber den Nachstoß. Er verfehlte jedoch Ball drei. Durch einen glücklichen Konter erzielte er aber noch den erforderlichen Punkt zum Unentschieden. Im darauf folgendem Tie-Break begann Wernikowski. Die Karambolage wurde aber durch einen Konter von Ball zwei verhindert. Lässig erzielte dann den nötigen Punkt. Im Finale gegen seinen Vereinskollegen Axel Büscher siegte Lässig dann sicher mit 150:63 in fünf Aufnahmen. Platz drei belegte Torsten Lechelt nach einem Sieg gegen Hans Wernikowski.
Die Ergebnisübermittelung in der deutschen Billard-Zeitung Billard Sport Magazin war wie gewohnt katastrophal. Die kompletten Ergebnisse stammen vom Teilnehmer Axel Büscher.

## Modus
Gespielt wurden zwei Vorrundengruppen bis 150 Punkte. Die beiden Gruppenbesten spielten dann im K.-o.-System den Sieger aus.
Die Endplatzierung ergab sich aus folgenden Kriterien:
1. Matchpunkte
2. Generaldurchschnitt (GD)
3. Bester Einzeldurchschnitt (BED)
4. Höchstserie (HS)

## Teilnehmer (alphabetisch)
1. Dieter Baumbach (DBC Bochum 1926)
2. Axel Büscher (BG Coesfeld 1966)
3. Jens Grappendorf (BC 1912 Frankfurt)
4. Michael Heid (BC 1912 Frankfurt)
5. Jürgen Keul (Bergisch-Gladbacher BC)
6. Carsten Lässig (BG Coesfeld 1966)
7. Torsten Lechelt (CBV Neustadt)
8. Heinz Voßmerbäumer (BSG Neudorf-Hochfeld 32/36)
9. Edmund Walz (PTSV Konstanz)
10. Hans Wernikowski (BC Herne-Stamm 28)

## Turnierverlauf

### Gruppenphase
| MP    | Match Points (Sieger = 2; Unentschieden = 1; Verlierer = 0) |
| Pkte. | Erzielte Karambolagen                                       |
| Aufn. | Benötigte Versuche                                          |
| GD    | Generaldurchschnitt                                         |
| BED   | Bester Einzeldurchschnitt eines Spielers                    |
| HS    | Höchstserie                                                 |
|       | Bester GD des Turniers                                      |
|       | Bester ED des Turniers                                      |
|       | Beste HS des Turniers                                       |
|       | 1. Platz (Gold)                                             |
|       | 2. Platz (Silber)                                           |
|       | 3. Platz (Bronze)                                           |

| Platz                     | Name             | MP  | Pkte. | Aufn. | GD    | BED   | HS  |
| ------------------------- | ---------------- | --- | ----- | ----- | ----- | ----- | --- |
| 1                         | Axel Büscher     | 8:0 | 600   | 53    | 11,32 | 25,00 | 50  |
| 2                         | Hans Wernikowski | 6:2 | 508   | 38    | 13,37 | 18,75 | 64  |
| 3                         | Michael Heid     | 4:4 | 490   | 54    | 9,07  | 12,50 | 107 |
| 4                         | Dieter Baumbach  | 4:4 | 379   | 71    | 5,33  | 4,84  | 50  |
| 5                         | Edmund Walz      | 0:8 | 230   | 74    | 3,10  | –     | 21  |
| Gruppendurchschnitt: 7,61 |                  |     |       |       |       |       |     |

| Platz                      | Name             | MP  | Pkte. | Aufn. | GD    | BED   | HS |
| -------------------------- | ---------------- | --- | ----- | ----- | ----- | ----- | -- |
| 1                          | Carsten Lässig   | 8:0 | 600   | 34    | 17,65 | 30,00 | 96 |
| 2                          | Torsten Lechelt  | 6:2 | 584   | 53    | 11,02 | 21,42 | 94 |
| 3                          | Jürgen Keul      | 4:4 | 477   | 53    | 9,00  | 15,00 | 47 |
| 4                          | Jens Grappendorf | 2:6 | 389   | 49    | 7,93  | 10,71 | 33 |
| 5                          | H. Voßmerbäumer  | 0:8 | 362   | 41    | 8,82  | –     | 47 |
| Gruppendurchschnitt: 10,48 |                  |     |       |       |       |       |    |

### Finalrunde
| Halbfinale       |     |        |    |       |       |     |
| Axel Büscher     | 2:0 | 150    | 14 | 10,71 | 10,71 | 29  |
| Torsten Lechelt  | 0:2 | 60     | 14 | 4,29  | –     | 11  |
| Carsten Lässig   | 2:0 | 150(1) | 13 | 11,53 | 11,53 | 49  |
| Hans Wernikowski | 0:2 | 150(0) | 13 | 11,53 | –     | 79  |
| Spiel um Platz 3 |     |        |    |       |       |     |
| Torsten Lechelt  | 2:0 | 150    | 6  | 25,00 | 25,00 | 100 |
| Hans Wernikowski | 0:2 | 103    | 6  | 17,17 | –     | 37  |
| Finale           |     |        |    |       |       |     |
| Axel Büscher     | 0:2 | 63     | 5  | 12,60 | –     | 25  |
| Carsten Lässig   | 2:0 | 150    | 5  | 30,00 | 30,00 | 105 |

### Abschlusstabelle
| Klassement                | Klassement         | Klassement | Klassement | Klassement | Klassement | Klassement | Klassement | Klassement | Klassement |
| Platz                     | Name               | MP         | Pkte.      | Aufn.      | GD         | BED        | HS         |            |            |
| ------------------------- | ------------------ | ---------- | ---------- | ---------- | ---------- | ---------- | ---------- | ---------- | ---------- |
| 1                         | Carsten Lässig     | 12:0       | 900        | 52         | 17,30      | 30,00      | 105        |            |            |
| 2                         | Axel Büscher       | 10:2       | 813        | 72         | 11,29      | 25,00      | 50         |            |            |
| 3                         | Torsten Lechelt    | 8:4        | 794        | 73         | 10,87      | 25,00      | 100        |            |            |
| 4                         | Hans Wernikowski   | 6:6        | 761        | 57         | 13,35      | 18,75      | 79         |            |            |
| 5                         | Michael Heid       | 4:4        | 490        | 54         | 9,07       | 12,50      | 107        |            |            |
| 6                         | Jürgen Keul        | 4:4        | 477        | 53         | 9,00       | 15,00      | 47         |            |            |
| 7                         | Jens Grappendorf   | 2:6        | 389        | 49         | 7,93       | 10,71      | 33         |            |            |
| 8                         | Dieter Baumbach    | 4:4        | 379        | 71         | 5,33       | 4,84       | 50         |            |            |
| 9                         | Heinz Voßmerbäumer | 0:8        | 362        | 41         | 8,82       | –          | 47         |            |            |
| 10                        | Edmund Walz        | 0:8        | 230        | 74         | 3,10       | –          | 21         |            |            |
| Turnierdurchschnitt: 9,38 |                    |            |            |            |            |            |            |            |            |